# ویرولا کالوفیلا
از پوست انفیه‌ای خلسه‌آور به دست می‌آید.
بسیار مخدر است و تنها توسط طبیبان جادوگر برای تشخیص و درمان بیماری‌ها، جادو و پیش‌گویی خورده می‌شود.

## اجزای خلسه‌آور موجود در گیاه
- NوN-دی متیل تریپتامین
- N-مونومتیل تریپتامین
- ۵-متوکسی[۳]